# Sankaramanallur
Sankaramanallur (o Sangaramanallur) è una suddivisione dell'India, classificata come town panchayat, di 9.541 abitanti, situata nel distretto di Tirupur, nello stato federato del Tamil Nadu. In base al numero di abitanti la città rientra nella classe V (da 5.000 a 9.999 persone).

## Geografia fisica
La città è situata a 10° 28' 12 N e 77° 22' 10 E.

## Società

### Evoluzione demografica
Al censimento del 2001 la popolazione di Sankaramanallur assommava a 9.541 persone, delle quali 4.775 maschi e 4.766 femmine. I bambini di età inferiore o uguale ai sei anni assommavano a 1.011, dei quali 499 maschi e 512 femmine. Infine, coloro che erano in grado di saper almeno leggere e scrivere erano 5.509, dei quali 3.262 maschi e 2.247 femmine.